# Rhaphipodus fatalis
Rhaphipodus fatalis är en skalbaggsart som beskrevs av Auguste Lameere 1912. Rhaphipodus fatalis ingår i släktet Rhaphipodus och familjen långhorningar.
Artens utbredningsområde är Laos. Inga underarter finns listade i Catalogue of Life.